# Manzicerta
Manzicerta (em latim: Manzicerta; em grego: Μανζικέρτ; romaniz.: Manzikért), Malazguirte, Malazguirde (em turco: Malazgirt / Malâzgird), Melezguir (em curdo: Melezgir) ou Manazcerta (em armênio: Մանազակերտ; romaniz.: Manazkert) é uma cidade e distrito da província de Muxe, na região da Anatólia Oriental, na Turquia. O distrito tem 1 595 km² de área e em dezembro de 2021 tinha 48 192 habitantes (densidade: 30,2 hab./km²), dos quais 19 628 na capital de Manzicerta.
A história de Manzicerta é antiga e remonta ao menos o Reino de Urartu, que floresceu às margens do lago de Vã. É possível que tenha sido fundada como uma das capitais reais daquele reino. Séculos depois, foi mencionada novamente como centro de um dos distritos do Reino da Armênia, na província da Turuberânia, quando era controlada pela família Manavázio. Entre os séculos IV e V, pertenceria aos albiânidas, uma linhagem episcopal da Igreja Armênia e foi sede de um bispado. Próximo a ela foi travada a celebérrima Batalha de Manzicerta de 1071. No rescaldo, a cidade foi pilhada e desde então passou por um gradual declínio.

## Etimologia
O nome da cidade foi registrado em armênio clássico como Manavazacerta (Մանաւազակերտ, Manawazakert), Manavazcerta (Մանավազկերտ, Manawazkert) e Manazcerta (Մանազկերտ, Manazkert), que significa literalmente "feita [-kerta] por Manavaz". Em armênio médio, grego bizantino e árabe aparece como Manzeguerde (Մանզգերդ, Manzgerd), Manzicerta (Μανζικέρτ, Manzikért) / Manzicierta (Μαντζικιέρτ, Mantzikiért) e Manazjirde (منازجرد, Manazjird), indicando que o armênio clássico Manazcerta deve ter sido a forma original, enquanto Manavaz(a)certa foi uma formação etimológica popular associada aos Manavázios, um dos clãs nobres do Reino da Armênia na região.
Heinrich Hübschmann propôs, no entanto, que Manazcerta pode ser a abreviação de Manavazacerta, enquanto W. Belck assumiu que na primeira parte do nome está escondido o nome urartita do rei Menua (r. 810–785 a.C.). A suposição surgiu do fato de terem sido achadas várias inscrições dele na área, sendo que numa delas é dito que fundou Menuaquina (Menuaḫina, ou seja, "cidade de Menua"). Caso seja concreta a ideia, a forma Manavazacerta se originou através de uma etimologia popular tardia, que indicaria que a memória de Menua sobreviveu até um período relativamente tardio no período arsácida, pois cidades com o sufixo -kert (*-kerta) não são atestadas antes disso.

## Geografia
Manzicerta está próxima ao centro da planície de Manzicerta, na margem esquerda do curso médio do rio Arasani. O campo ao redor da cidade é coberto por enormes pedras pretas e planas de até seis metros que, segunda a tradição popular, foram transportadas pelo lago de Vã à construção de Vã. O Monte Supecane e o pico Cotevã, que pertencem às montanhas Salcanse, são visíveis da cidade. Nos arredores de Manzicerta, há nascentes frias que dão origens a riachos que desaguam no Arasani. O rio Patnos / Manzicerta, que deságua na margem esquerda do Arasani, flui perto da cidade. No distrito, mina água subterrânea que fornece sal ao distrito.

## História
Em fontes históricas, Manzicerta foi variadamente referida como vila, cidade e cidade-fortaleza. Especula-se que possa ser o sítio de Arzascum, capital do rei Aramu (r. 858–844 a.C.) do Reino de Urartu. Por sua vez, a opinião de que a cidade está ligada com a Menuaquina de Menua se sustenta nas várias inscrições cuneiformes do rei preservadas in situ. A tradição histórica armênia, como registrado por Moisés de Corene, atribuiu a fundação de Manzicerta a Manavaz, filho do patriarca Haico. Na Antiguidade, era o centro do distrito (gavar) de Apaúnia, da província da Turuberânia do Reino da Armênia, que era governado como apanágio da família Manavázio, que supostamente descendeu de Manavaz. No reinado do rei arsácida Cosroes III (r. 330–339), os Manavázios e seus parentes Ordúnios estavam em guerra e se recusaram a aceitar a arbitragem do bispo Albiano. O rei ordenou que ambas as família fossem exterminadas e Manzicerta tornar-se-ia propriedade da Igreja, sob controle da família albiânida.

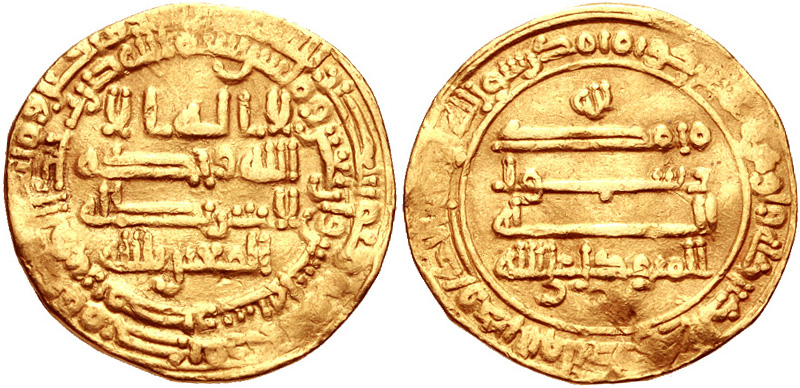
Dinar de Mutavaquil r.

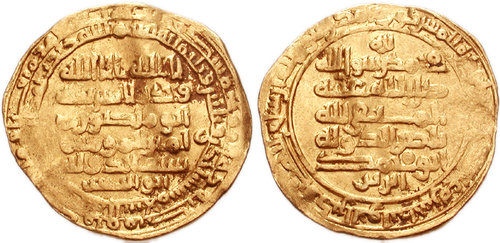
Dinar de Ceife Adaulá r.

Eliseu, o Armênio e Lázaro de Farpe confirmam que, entre o século V e o início do VI, era sede de um bispado. Em 719, o católico João III (r. 717–728) convocou um sínodo na cidade. Em 726, convocou o Concílio de Manzicerta para reconciliar a Igreja Apostólica Armênia e Igreja Ortodoxa Síria que contou com a presença de muitos bispos armênios e seis bispos da Igreja siríaca enviados pelo patriarca Atanásio III (r. 724–739/40). Desde a revolta armênia de 771-772 contra a autoridade do Califado Abássida sobre o planalto Armênio, à época organizado dentro do Emirado da Armênia, o governo abássida encorajou a migração de tribos árabes à região, o que resultou no assentamento de tribos árabes perto de Manzicerta. Sob controle califal, a cidade foi um importante centro de comércio e indústria e se tornou uma das principais cidades da Ásia Menor.
Em 850, o califa Mutavaquil (r. 847–861) decidiu reassumir o controle da Armênia e confiou a liderança das operações ao emir de Manzicerta, mas ele foi derrotado pelo príncipe arzerúnida Asócio I. Em 851, por sua vez, o califa conferiu o comando a seu tenente Iúçufe, que tentou capturar Asócio pela trapaça. Mudando novamente de comandante, o califa enviou o turco Buga Alquibir, que sitiou Asócio em sua fortaleza (Necã), onde foi traído por dois de seus vassalos, capturado e exilado para Samarra. Perante a fragilidade momentânea dos arzerúnidas, os caicitas assumiram controle de Manzicerta, que tornar-se-ia capital do Emirado Cáicida (860–964). Em 931, o general bizantino João Curcuas capturou momentaneamente Bercri e Manzicerta. Em 939–940, o emir hamadânida de Alepo Ceife Adaulá (r. 945–967) invadiu o sudoeste da Armênia e assegurou uma promessa de aliança e a rendição de algumas fortalezas dos príncipes locais — os cáicidas de Manzicerta e os bagrátidas do Principado de Taraunitis e Cacício I (r. 904–937/40) de Vaspuracânia.

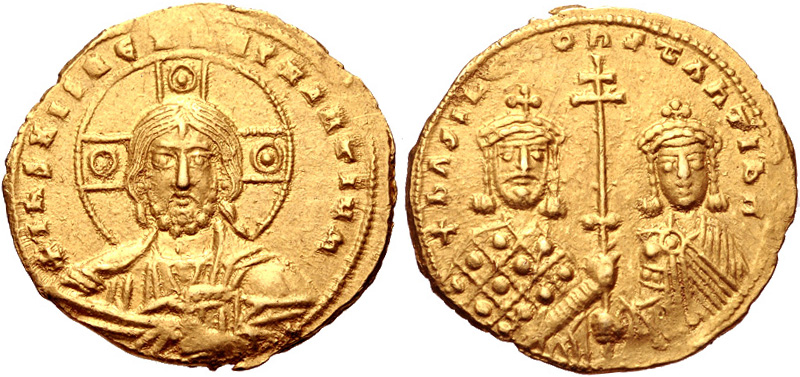
Histameno de r. e r.

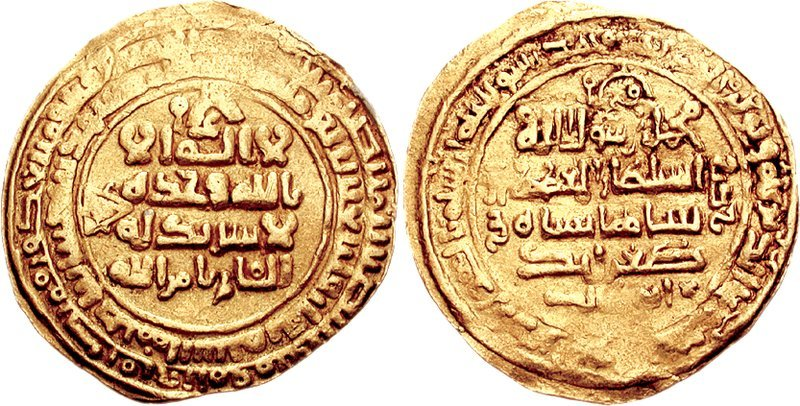
Dinar de r.

Em 968, dois anos após a anexação do Taraunitis, o general bizantino Bardas Focas, o Jovem conquistou Manzicerta, que foi incorporada no catepanato de Baspracânia. Em 1000, o imperador Basílio II (r. 976–1025) concedeu-a aos arzerúnidas. Em 1054, foi assolada pelo primeiro ataque dos seljúcidas. O sultão Tugril I (r. 1037–1063), à frente de um grande exército, tentou capturá-la, mas foi impedido pelos esforços dos sitiados sob o príncipe Vasaces. Pouco anos depois, após a conquista do norte da Armênia, o sultão Alparslano (r. 1063–1073) investiu contra os territórios armênios a oeste. O imperador Romano IV (r. 1068–1071) avançou contra Alparslano a frente de um grande exército. Em agosto de 1071, a celebérrima Batalha de Manzicerta foi travada e os bizantinos foram derrotados e seu imperador foi capturado. Manzicerta foi capturada e pilhada, abrindo caminho à conquista de Teodosiópolis (atual Erzurum), Celzena (atual Erzinjane) e a Armênia Menor como um todo.
Desde a Batalha de Manzicerta, a cidade passou por um gradual declínio, com alguns pequenos momentos de recuperação parcial. No século XI, João Escilitzes alegou que Manzicerta era a cidade mais forte e inexpugnável de toda a Armênia e que, durante seu tempo, a cidade tinha três fileiras de muralhas defensivas construídas em pedra preta, com cinco portões. Nos séculos XI e XII foi o segundo centro dos xás da Armênia, perdendo apenas em importância à capital de Aquelate. A cidade nessa época era conhecida por seu artesanato e comércio intenso. Estava conectada com várias outras cidades na Armênia por estradas que se estendiam pelo vale do Arasani e pela planície de Manzicerta. É possível que tenha atingido várias dezenas de milhares de habitantes na segunda metade do século XI, mas não se comparava em tamanho a outras grandes cidades do planalto Armênio.
Nos séculos XVI e XVIII, a cidade se transformou numa cidade rural comum e, após a Primeira Guerra Mundial, foi reduzida a uma vila. Os dados populacionais históricos de Manzicerta são imprecisos, mas se estima que no século XIX possuía seis mil domicílios, totalizando aproximadamente 30-35 mil habitantes. Desde 1875, Manzicerta fez parte do vilaiete de Bitlisse. Em 28 de abril de 1903, o distrito de Manzicerta foi epicentro de um terremoto que matou 3 500 pessoas e destruiu 12 mil residências. De acordo com o Patriarcado Armênio de Constantinopla, em 1914 viviam 11 931 armênios na caza de Manzicerta Em 1915, tinha uma população de cinco mil habitantes, a maioria dos quais eram armênios. A população nesse período subsistia de agricultura, sobretudo o cultivo de grãos, o comércio e o artesanato. Sobrevive in loco as muralhas e torres defensivas da antiga cidadela da periferia leste, assim como ruínas de outros monumentos. A maior torre da cidadela, construída no século XI, está particularmente bem preservada. A cidade tinha duas igrejas, a da Santa Mãe de Deus (Surb Astvacacin) e a de São Jorge (Surb Gevork) ou São Sérgio (Surb Sargis), a depender da fonte. Antes da Primeira Guerra Mundial, havia uma escola armênia na cidade. Como muitas outras cidades e vilas durante o genocídio armênio, sua população armênia foi desarraigada e submetida a massacres.

## Subdivisões
O distrito é formado por dois municípios (belde) e 75 aldeias (köy):
Municípios
- Conacurane
- Manzicerta

Aldeias
- Adacsu (Adaksu)
- Aelbaxe (Ağılbaşı)
- Acalane (Akalan)
- Acorene (Akören)
- Actuzla (Aktuzla)
- Alicalcane (Alikalkan)
- Aliar (Alyar)
- Aradere
- Arslancaia (Arslankaya)
- Axaequejeque (Aşağıkıcık)
- Ainalecoja (Aynalıhoca)
- Bademozu (Bademözü)
- Baqueche (Bahçe)
- Balcaia (Balkaya)
- Beschataque (Beşçatak)
- Besdame (Beşdam)
- Beipenar (Beypınar)
- Bilala
- Bostancaia (Bostankaya)
- Boichapequene (Boyçapkın)
- Boiundere (Boyundere)
- Cadecoi (Kadıköy)
- Canjaez (Hancağız)
- Canolu (Hanoğlu)
- Caraali (Karaali)
- Caracassane (Karahasan)
- Caracaia (Karakaya)
- Caracoche (Karakoç)
- Cardesler (Kardeşler)
- Carenjale (Karıncalı)
- Casretepenar (Hasretpınar)
- Cassanpaxa (Hasanpaşa)
- Cazgol (Kazgöl)
- Chaierdere (Çayırdere)
- Chichequeverene (Çiçekveren)
- Cochali (Koçali)
- Culjaque (Kulcak)
- Curuja (Kuruca)
- Dirimpenar (Dirimpınar)
- Doantaxe (Doğantaş)
- Dolabaxe (Dolabaş)
- Erenje (Erence)
- Feneque (Fenek)
- Golaele (Gölağılı)
- Guleche (Güleç)
- Gulcoru (Gülkoru)
- Guzelbaba (Güzelbaba)
- Iapracle (Yapraklı)
- Iaramixe (Yaramış)
- Icomexu (İyikomşu)
- Iolgozler (Yolgözler)
- Iucarequejeque (Yukarıkıcık)
- Iurtsevene (Yurtseven)
- Laladae (Laladağı)
- Maaljeque (Mağalcık)
- Mezraacoi (Mezraaköy)
- Molabaqui (Mollabaki)
- Moladermane (Molladerman)
- Muratecolu (Muratkolu)
- Nuretine (Nurettin)
- Odacoi (Odaköy)
- Oguzcane (Oğuzhan)
- Occhucane (Okçuhan)
- Orenxar (Örenşar)
- Queleche (Kılıççı)
- Quezeliussufe (Kızılyusuf)
- Saredavute (Sarıdavut)
- Selecutlu (Selekutlu)
- Serteduzu (Sırtdüzü)
- Sogutlu (Söğütlü)
- Tatargazi (Tatargazi)
- Tatleja (Tatlıca)
- Tequezle (Tıkızlı)
- Ulussu (Ulusu)
- Uianeque (Uyanık)